# Guiyang
Guiyang (en chino, 贵阳; pinyin, Guìyáng; transcripción antigua, Kweiyang) es la capital de la provincia de Guizhou en la República Popular China. Está situada en el centro de la provincia, al este de la Meseta Yunnan-Guizhou. Tiene una población de más de cuatro millones de habitantes (2010).

## Administración
Desde 2014, Guiyang se conforma de 10 localidades que se administran en 6 distritos urbanos, 1 ciudad suburbana y 3 condados.
- Distrito Wudang (乌当区)
- Distrito Nanming (南明区)
- Distrito Yunyan (云岩区)
- Distrito Huaxi (花溪区)
- Distrito Baiyun (白云区)
- Distrito Guanshanhu (观山湖区)
- Ciudad Qingzhen (清镇市)
- Condado Kaiyang (开阳县)
- Condado Xiuwen (修文县)
- Condado Xifeng (息烽县)

## Historia
La ciudad fue fundada por la dinastía Han aunque durante muchos años no fue más que un punto de paso comercial. Durante la dinastía Ming se construyeron las murallas de la ciudad, que fue poco a poco ganando en importancia. Después de la Revolución china se construyeron diversas líneas de ferrocarril que enlazan la ciudad con el resto del país, evitando así el aislamiento de la zona.
En la actualidad, es una ciudad industrializada. Posee industrias químicas, electrónicas, farmacéuticas y petroquímicas entre otras. Es uno de los mayores centros de producción de aluminio. En los alrededores de Guiyang hay diversas minas de carbón y bauxita.

## Geografía
Está situada a orillas del río Nanming. Está poblada por 23 diferentes minorías étnicas, entre las que destaca la de los Miao.

## Clima
El clima de la ciudad es subtropical húmedo, atenuado por su baja latitud y su elevada altitud. Tiene inviernos suaves, veranos cálidos y una estación de lluvia monzónica, donde la precipitación es de más 1.120 milímetros al año. La temperatura media en enero es de 5 °C y en julio es de 24 °C. La lluvia cae durante todo el año, con ráfagas ocasionales en invierno y tan solo 1150 horas de sol, también es una de las ciudades menos soleadas de China. La humedad relativa es constante durante todo el año.
| Parámetros climáticos promedio de Guiyang (1971–2000) | Parámetros climáticos promedio de Guiyang (1971–2000) | Parámetros climáticos promedio de Guiyang (1971–2000) | Parámetros climáticos promedio de Guiyang (1971–2000) | Parámetros climáticos promedio de Guiyang (1971–2000) | Parámetros climáticos promedio de Guiyang (1971–2000) | Parámetros climáticos promedio de Guiyang (1971–2000) | Parámetros climáticos promedio de Guiyang (1971–2000) | Parámetros climáticos promedio de Guiyang (1971–2000) | Parámetros climáticos promedio de Guiyang (1971–2000) | Parámetros climáticos promedio de Guiyang (1971–2000) | Parámetros climáticos promedio de Guiyang (1971–2000) | Parámetros climáticos promedio de Guiyang (1971–2000) | Parámetros climáticos promedio de Guiyang (1971–2000) |
| Mes                                                   | Ene.                                                  | Feb.                                                  | Mar.                                                  | Abr.                                                  | May.                                                  | Jun.                                                  | Jul.                                                  | Ago.                                                  | Sep.                                                  | Oct.                                                  | Nov.                                                  | Dic.                                                  | Anual                                                 |
| ----------------------------------------------------- | ----------------------------------------------------- | ----------------------------------------------------- | ----------------------------------------------------- | ----------------------------------------------------- | ----------------------------------------------------- | ----------------------------------------------------- | ----------------------------------------------------- | ----------------------------------------------------- | ----------------------------------------------------- | ----------------------------------------------------- | ----------------------------------------------------- | ----------------------------------------------------- | ----------------------------------------------------- |
| Temp. máx. media (°C)                                 | 8.8                                                   | 10.8                                                  | 16.1                                                  | 21.2                                                  | 24.1                                                  | 26.4                                                  | 28.3                                                  | 28.5                                                  | 25.1                                                  | 20.5                                                  | 15.9                                                  | 11.6                                                  | 19.8                                                  |
| Temp. mín. media (°C)                                 | 2.7                                                   | 4.0                                                   | 7.8                                                   | 12.7                                                  | 16.3                                                  | 19.1                                                  | 20.7                                                  | 20.2                                                  | 17.4                                                  | 13.3                                                  | 9.0                                                   | 4.7                                                   | 12.3                                                  |
| Precipitación total (mm)                              | 20.5                                                  | 20.1                                                  | 32.8                                                  | 87.6                                                  | 164.6                                                 | 225.2                                                 | 177.0                                                 | 126.8                                                 | 100.1                                                 | 97.5                                                  | 47.4                                                  | 18.1                                                  | 1117.7                                                |
| Días de precipitaciones (≥ 0.1 mm)                    | 13.7                                                  | 12.8                                                  | 13.3                                                  | 15.6                                                  | 18.4                                                  | 16.7                                                  | 15.3                                                  | 14.1                                                  | 13.0                                                  | 14.4                                                  | 12.1                                                  | 10.3                                                  | 169.7                                                 |
| Horas de sol                                          | 41.2                                                  | 47.1                                                  | 81.8                                                  | 103.5                                                 | 108.4                                                 | 104.2                                                 | 154.4                                                 | 167.1                                                 | 119.4                                                 | 91.4                                                  | 69.0                                                  | 62.4                                                  | 1149.9                                                |
| Humedad relativa (%)                                  | 80                                                    | 78                                                    | 76                                                    | 75                                                    | 76                                                    | 78                                                    | 77                                                    | 76                                                    | 76                                                    | 77                                                    | 77                                                    | 76                                                    | 76.8                                                  |
| Fuente: 中国气象局 国家气象信息中心                   |                                                       |                                                       |                                                       |                                                       |                                                       |                                                       |                                                       |                                                       |                                                       |                                                       |                                                       |                                                       |                                                       |